# Николаенко, Иван Васильевич
Иван Васильевич Николаенко (21 июня 1924, Пески — 6 апреля 1994, там же) — передовик сельского хозяйства Украинской ССР, бригадир полеводческой бригады колхоза «Новый путь» Черниговского района Черниговской области. Герой Социалистического Труда (1958).

## Биография
Родился 21 июня 1924 года в селе Пески Черниговского района Черниговского округа Украинской ССР (ныне Черниговского района Черниговской области, Украина). Украинец.
В течение 37 лет возглавлял полеводческую бригаду колхоза «Новый путь» в родном селе.
Член КПСС. Избирался делегатом XXIII съезда КПСС (1966).
Указом Президиума Верховного Совета СССР от 26 февраля 1958 года за высокие достижения в уборке и обмолоте льна присвоено звание Героя Социалистического Труда с вручением  ордена Ленина и золотой медали «Серп и Молот».
Избирался делегатом 23-го съезда КПСС (1966). Член КПСС до 1991 года.
Жил в селе Пески Черниговского района Черниговской области (Украина). Умер 6 апреля 1994 года.

## Награды
- Медаль «Серп и Молот» (1958);
- большая серебряная медаль ВДНХ СССР (1958);
- большая бронзовая медаль ВДНХ СССР (1964).